# رابطة فناني الرسم على الفم والقدم في العالم
جمعية فناني الرسم على الفم والأقدام في العالم (اختصارًا AMFPA) هي منظمة دولية تهدف إلى تسهيل بيع الأعمال الفنية التي أنتجها فنانو الرسم على الفم والأقدام المرتبطون بالمنظمة. لا يشترط لأي من الفنانين الاستخدام السليم لأيديهم للانضمام إلى الجمعية. وهي تمثل حوالي 820 فنانًا متواجدين في 76 دولة منهم 143 (اعتبارًا من عام 2016) أعضاء كاملين ويتلقون رسومًا شهرية من المنظمة من تاريخ انضمامهم حتى وفاتهم. أما الفنانون الآخرون فهم طلاب ويحصلون على منحة دراسية شهرية حتى يقوموا بترقيتهم.
المنتج الرئيسي للمنظمة هو بطاقات عيد الميلاد التي صممها الفنانون الأعضاء. تباع هذه البطاقات كل عام في الأشهر التي تسبق عيد الميلاد عبر البريد المباشر في 48 دولة حول العالم. وتشمل المنتجات الأخرى البطاقات البريدية والمطبوعات الفنية والتقويمات.
تقوم الشركة الأم في ليختنشتاين بشراء حقوق إعادة إنتاج لوحة معينة وتوزيعها دوليًا. ويقومون أيضًا بيع الأعمال الأصلية في المعارض التي تقام في جميع أنحاء العالم. وقد عرضت الأعمال التي أنتجها الأعضاء في مكتب الأمم المتحدة في جنيف وفي المجلس الأوروبي في ستراسبورغ.

## التاريخ
تأسست إيه أم أف بيه إيه في عام 1957 باسم Vereinigung der Mund- und Fussmalenden Künstler في aller Welt، e. V. (VDMFK) في ليختنشتاين. صمموها كمنظمة "مساعدة ذاتية" وكان لها نطاق لتطوير مهارات الرسم لدى أي رسام فم أو قدم والترويج لأعمالهم الفنية ودعمهم ماليًا.

### أ. إريك ستيجمان
كان أول رئيس للجمعية أرنولف إيريش ستيجمان شخصية بارزة في تطوير الرسم على الفم والقدم. وُلِد ستيجمان عام 1912 في دارمشتات بألمانيا وفقد القدرة على استخدام كلتا ذراعيه بسبب شلل الأطفال عندما كان في الثانية من عمره. ومع ذلك سرعان ما اعترف معلميه بمواهبه الفنية ودعموها. وكان يجيد استخدام مجموعة متنوعة من الفرش والأساليب مستخدمًا فمه فقط. تلقى تعليمه في مدرسة التعليم العالي لتجارة الكتب والرسومات في نورمبرغ ودرس مع الفنانين إروين فون كورموندي وهانز جيرستاكر. وكسب رزقه ببيع بطاقاته الفنية ومطبوعاته في الأسواق. بعد الحرب العالمية الثانية أسس شركته الخاصة للنشر وأطلق عليها اسم "دينوش" ("على أية حال").
في عامي 1953 و1954 قام بتنظيم "محفل فناني الرسم بالفم والأقدام" كنوع من مجتمع الفنانين. وتطور هذا إلى "الرابطة الدولية لفناني الرسم على الفم والأقدام" حيث انتخبوا ستيجمان رئيسًا مدى الحياة.

## الأهداف
الأهداف المعلنة للجمعية هي:
- ابحث عن أكبر عدد ممكن من فناني الرسم على الفم والقدمين.
- حماية وتعزيز مصالح فناني الرسم على الفم والقدم وتحسين ظروف عملهم ومعيشتهم وتعزيز وتطوير قدراتهم ومهاراتهم الفنية وخاصة بناء على تشجيع الاستخدام التجاري لأعمالهم.
- إبرام العقود والتفاوض عليها مع الناشرين في بلدان مختلفة حول العالم.
- منح المنح الدراسية لتعزيز تطوير فناني الرسم بالفم والقدم.
- جمع المواد المطبوعة والطبية أو غيرها من المساعدات التي تمتلكها الجمعية أو يملكها آخرون وإتاحتها لأعضائها أو أعضائها الطلاب.
- تنظيم معارض للفنانين الذين يرسمون بالفم والأقدام.
- جمع وفهرسة وإدارة الأعمال التي أنشأها الأعضاء.

## المنظمة
تُدار الجمعية باعتبارها تعاونية ديمقراطية، ويمكن لأي رسام للفم والأقدام يتمتع بسمعة لا تشوبها شائبة ويعيش في أي مكان في العالم أن يصبح عضوًا في الجمعية بشرط أن يكون بلغ عمره 18 عامًا وأن تعتبر لجنة التحكيم أعماله فنية والتي توصي بعد ذلك بعضوية مجلس الإدارة.
تخضع إجراءات الإدارة للنظام الأساسي الذي ينص على ضرورة عقد مؤتمر للمندوبين أو الجمعية العامة لجميع الأعضاء مرة واحدة على الأقل كل ثلاث سنوات.
ولأغراض انتخابية تقسم الجمعية العالم إلى أربع مناطق: أوروبا وأفريقيا والشرق الأوسط والأمريكيتين والشرق الأقصى وأستراليا وأوقيانوسيا. كل منطقة تمثل مندوب واحد على الأقل لكل خمسة أعضاء.
وينتخب أعضاء الجمعية أعضاء مجلس الإدارة والرئيس. باستثناء الممثل القانوني ويجب على كل عضو في مجلس الإدارة أن يكون رسامًا للفم أو القدمين معترفًا به.

## المنظمات الأعضاء

### المملكة المتحدة
جمعية فناني الرسم على الفم والقدم هي المنظمة البريطانية لرسامي الفم والقدم وهي منظمة عضو في إيه أم أف بيه إيه. تأسست في عام 1973 بعد صدور تشريع يشترط أن يكون الأشخاص ذوو الإعاقة مسؤولين عن الأنشطة التجارية لمنظمة تمثلهم.

## المعارض الدولية
على مدى السنوات الخمسين الماضية عرضوا لوحات وأعمال فنية لرسامي الفم والأقدام في العديد من المتاحف وقاعات المدينة في جميع أنحاء العالم. أقيمت المعارض الدولية على سبيل المثال في الأماكن التالية:
- قاعة بلدية مدريد (إسبانيا)، مارس 1981
- مقر الأمم المتحدة في جنيف (سويسرا)، سبتمبر 1981
- معرض جيلدهول للفنون في لندن (المملكة المتحدة) في سبتمبر 1982
- قاعة حفلات أوسلو (النرويج)، نوفمبر 1991
- مجلس أوروبا في ستراسبورغ (فرنسا)، نوفمبر 1996
- قصر الأمم في جنيف (سويسرا)، أغسطس 1998
- متحف الفن المعاصر في سيدني (أستراليا)، مارس 2000
- مركز وودروف للفنون في أتلانتا (الولايات المتحدة الأمريكية)، مايو 2003
- متحف الصين للفنون في شنغهاي (جمهورية الصين الشعبية)، أبريل 2005
- - متحف ألبرتينا في فيينا (النمسا)، إبريل 2007
- قاعة تشيانغ كاي شيك التذكارية في تايبيه (جمهورية الصين - تايوان)، أكتوبر 2012
- هوفبورغ في فيينا (النمسا)، يوليو 2013
- زابيون في أثينا (اليونان)، أكتوبر 2014
- قاعة بلدية كوبنهاجن (الدنمارك)، أكتوبر 2015
- المتحف البحري في برشلونة (إسبانيا)، أبريل 2017
- متحف أمانها (البرازيل)، سبتمبر 2018

## مؤيدو فناني إيه أم أف بيه إيه
لدى إيه أم أف بيه إيه العديد من العملاء والمؤيدين من جميع أنحاء العالم الذين يقدرون ويفهمون الحياة الصعبة والأعمال الملهمة للفنانين. ومن بين الشخصيات البارزة التي تحدثت لصالح فناني إيه أم أف بيه إيه أو التقوا بهم أو احتفلت بحياتهم: البابا وبيرس بروسنان والأمير هاري والملكة صوفيا ملكة إسبانيا وهاينز فيشر الرئيس السابق للنمسا وما ينج جيو الرئيس السابق لتايوان وبيرتيل هاردر وزير الثقافة والكنيسة الدنماركي وموريسيو ماكري الرئيس السابق للأرجنتين وأرنولد شوارزنيجر الحاكم الثامن والثلاثون لولاية كاليفورنيا وسلمان خان وأميتاب باتشان والسيد ناريندرا مودي رئيس وزراء الهند وديفيد ديمبلبي وسيل وكيث تشيسني والملك تشارلز الثالث وآل جور نائب الرئيس الخامس والأربعون للولايات المتحدة ومورغان فريمان(المرحوم) والسير تيري ووغان وفريدريك فورسيث قائد الإمبراطورية البريطانية وكاثي لي جيفورد وجوني ويلكنسون عضو الإمبراطورية البريطانية وأنطون دو بيك وسوزان بويل وديفيد كولثارد عضو الإمبراطورية البريطانية والسير برادلي ويجينز والسير جيفري بويكوت وأليشا ديكسون وكي تي تونستال وأليد جونز وبينيت جارتسايد وشون لوك ورولا لينسكا وكاتي كوريك وصوفي كونتيسة ويسيكس والسير هارولد إيفانز وبوريس جونسون واللورد هيج وديفيد شيبارد الحاصل على وسام الإمبراطورية البريطانية ولورين كيلي ورافائيل نادال ورام ناث كوفيند الرئيس السابق للهند وويليام أمير ويلز وباو غاسول وبروكوبيس بافلوبولوس الرئيس السابق لليونان

## الخلافات
ثم منذ سنوات[متى؟] كانت إيه أم أف بيه إيه موضوعًا للعديد من التحقيقات في وسائل الإعلام الألمانية والفرنسية والسويسرية والسويدية والنرويجية والبولندية والبريطانية والكندية والدنماركية مما يشير إلى سلوك غير أخلاقي داخل المنظمة. وأثارت التغطية الإعلامية انتقادات من جانب المنظمات الخيرية ومنظمات المستهلكين ومنظمات ذوي الإعاقة. وتضمنت الانتقادات:
- إن إيه أم أف بيه إيه تتظاهر في الواقع بأنها منظمة خيرية مع كونها مشروعًا تجاريًا بحتًا مما يؤدي في الواقع إلى خداع الأشخاص الخيريين والحصول على أموالهم.[8][9][10][11]
- أن جزء صغير فقط من الفائض يُدفع للفنانين ذوي الإعاقة حيث إن 94 منهم فقط (2008) يعملون بدوام كامل لدى الشركة والتي بدورها تحقق ربحًا عالميًا بمئات الملايين من الدولارات الأمريكية.[11][12][13] إن الأرباح العالمية الدقيقة سرية ولكن هذه الأرقام المزعومة محل نزاع رسميًا في إيه أم أف بيه إيه باعتبارها مبالغ فيها إلى حد كبير ولا أساس لها من الصحة.[14]
- أن الرواتب المرتفعة والقروض المواتية وعقود إيجار العقارات تُمنح للمستشار القانوني السابق لـإيه أم أف بيه إيه هربرت باتلينر لفترة طويلة.[8][10][11][13]
- أن الأموال تحول إلى أطراف مجهولة عبر شبكة من شركات "صناديق البريد".[12][13]
- استخدام تكتيكات البيع ذات الضغط العالي بناء على إرسال عنصر المبيعات الرئيسي وهو بطاقات عيد الميلاد إلى المستهلكين عبر البريد المباشر غير المرغوب فيه مع خيار الدفع بعد ذلك.[10]
- السرية التي تحافظ عليها الشركة.

ولم تقدم أي ادعاءات تشير إلى أي نشاط غير قانوني لإيه أم أف بيه إيه. تركزت الانتقادات على ما يُنظر إليه على أنه أخلاق سيئة.

### رد إيه أم أف بيه إيه على الانتقادات
وقد ردت جمعية إيه أم أف بيه إيه في بعض التقارير الإخبارية وجلسات المحكمة على بعض الادعاءات مشيرة إلى أن الجمعية لم تقدم نفسها عمداً كمنظمة خيرية، ولكنها بدلاً من ذلك أشارت صراحة إلى طبيعتها التجارية للمستهلكين. وأشارت جمعية إيه أم أف بيه إيه إلى أن 80% من الأرباح العالمية توزعها بين الفنانين. ورفضت إيه أم أف بيه إيه تقديم السجلات المالية لدعم هذا الادعاء.
وذكرت إيه أم أف بيه إيه أنها لم تستخدم أبدًا تكتيكات البيع بالضغط بل استخدمت البريد المباشر لسنوات عديدة قبل أن تقدم الشركات المنافسة والمنظمات الخيرية أساليب مماثلة. وترى إيه أم أف بيه إيه نفسها ضحية لتغطية صحفية غير عادلة ومتحيزة تفتقر إلى الحقائق الحقيقية وتشتبه في الأخلاق السيئة.

### دعوى التقاضي
في يونيو 2007 رفعت الشركة دعوى قضائية ضد هيئة الإذاعة الدنماركية والصحيفة الدنماركية اليومية إكسترا بلاديت بتهمة التشهير وذلك بعد التغطية السلبية خلال ديسمبر 2005. أما في العاشر من أكتوبر/تشرين الأول 2008 فقد قضت المحكمة العليا في شرق الدنمارك لصالح الصحفيين المتهمين مؤكدة وجود أساس واقعي كافٍ لتصريحات مثل: "وجدنا وراء الكواليس آلة لكسب المال تعمل بكفاءة عالية يديرها وسطاء اقتصاديون يكسبون المال بجهدهم" و"يظن الناس أنهم يدعمون جمعية خيرية لكننا في الواقع ننظر إلى آلة لكسب المال" و"... 3% فقط من المال يذهب إلى فناني الرسم على الفم والأقدام". ولم تستأنف إيه أم أف بيه إيه القرار.

## الفنانون الأعضاء
- أليسون لابر[17]
- إدوارد ريني[18]
- دولورز فاسكيز أزنار[19]
- بروم ويكستروم[20]

## روابط خارجية
- موقع AMFPA